# Carta de Aristeas
La conocida como Carta de Aristeas o Carta a Filócrates es una obra helenística del siglo III a. C., incluida entre los libros apócrifos. Flavio Josefo, que la parafrasea, la atribuye a un tal Aristeas como dirigida a Filócrates. La obra describe la traducción al griego de la ley hebrea por parte de setenta y dos traductores enviados a Egipto desde Jerusalén a petición del bibliotecario de Alejandría, lo que resultó en la traducción conocida como los Septuaginta. Aunque se ha argumentado que la historia es ficticia, éste es el primer texto que menciona la Biblioteca de Alejandría.
Se conservan unos veinte manuscritos de la carta. Se supone que el autor era un cortesano de Ptolomeo II Filadelfo y a menudo recibe el nombre de Pseudo-Aristeas.
La obra cuenta cómo el rey de Egipto, supuestamente Ptolomeo II, recibe de su bibliotecario Demetrio de Falero la petición de traducir al griego la biblia hebrea: el Pentateuco. El rey da su apoyo a la iniciativa, libera a los judíos reducidos a la esclavitud por sus antecesores y envía regalos al Templo de Jerusalén. El sumo sacerdote elige seis hombres de cada una de las doce tribus, lo que da un total de setenta y dos traductores. Estos viajan hasta Alejandría, donde el rey los recibe y, durante siete días, les formula preguntas de carácter filosófico, cuyas respuestas se consignan por extenso. Los 72 traductores acaban su tarea exactamente en 72 días. Cuando los judíos de Alejandría oyen que la ley hebrea se ha traducido al griego, piden copias y dictan una maldición contra cualquiera que cambie la traducción. El rey premia a los traductores y los envía de vuelta a su patria.
Uno de los objetivos principales del autor del siglo II parece ser la de establecer la superioridad del texto griego de los Septuaginta sobre cualquier otra versión de la Biblia hebrea. El autor es notablemente pro-griego: retrata a Zeus como otro nombre de Yahvéh y, aunque critica la idolatría y la ética sexual griega, no se trata de una ataque frontal sino de una invitación a cambiar. La forma en que el autor se concentra en describir el judaísmo, y en particular su templo en Jerusalén puede verse como un intento de proselitismo.
El humanista Luis Vives, basándose en un análisis filológico, afirma en sus XXII libri de Civitate Dei Commentaria (1522) que la carta es una falsificación. Humphrey Hody publicó Contra historiam Aristeae de LXX interpretibus dissertatio, en la que afirma que fue una falsificación tardía de un judío helenizado, escrita para dar autoridad a la versión de los Septuaginta. Aunque Isaac Vossius (1618-1689), bibliotecario de la reina Cristina de Suecia, publicó una refutación en el apéndice a su edición de Pomponio Mela, los estudiosos modernos se posicionan unánimemente con Hody.